# Fabian Klos
Fabian Klos (Gifhorn, 1987. december 2. –) német labdarúgó, az Arminia Bielefeld csatára.